# Viftevinger
Viftevinger (Strepsiptera) er en orden af insekter, der er endoparasitter i andre insekter, såsom bier, gedehamse, småcikader (Cicadellidae), sølvkræ (Zygentoma) og kakerlakker. Hunner af de fleste arter kommer aldrig ud af værten, når de først er kommet ind i dens krop, og til sidst dør de inde i den. De tidlige larver kommer frem for at finde en kommende ubesat levende vært, og de kortlivede hanner må også frem for at lede efter en modtagelig hun inde i sin vært.
Viftevinger omfatter elleve nulevende familier, der omfatter omkring 600 beskrevne arter, hvoraf seks i Danmark. De menes at være tættest beslægtet med biller, som de afveg fra for 300-350 millioner år siden, men de findes først i fossiler fra midten af Kridttiden for omkring 100 millioner år siden. 
Voksne hanner observeres meget sjældent, selvom de kan lokkes til ved hjælp af fælder, der indeholder jomfruelige hunner. Om natten kan de også indsamles i lysfælder.

## Biologi

### Udseende og struktur
Hos viftevinger er der stor morfologiske forskel på voksne hanner og hunner (såkaldt kønsdimorfi). Hanlige individer har vinger og ben og er fritlevende som voksne, medens hunnerne som voksne derimod forbliver i et puppe-lignende stadium som snylter på værten.

#### Hanner
Hannerne hos viftevinger har som andre insekter vinger, ben, sammensatte øjne og antenner, selvom deres munddele ikke kan bruges til at ernære sig med. Hos mange er munddelene reduceret til sanseorganer. Hannerne tager således ingen næring til sig og lever muligvis kun et par få timer. Overfladisk set kan hannerne ligne fluer. Forvingerne er modificeret til små kølleformede strukturer kaldet svingkøller eller hapterer, som hjælper til med at orientere hannen ved at indhente gyroskopisk information. Et lignende organ findes hos fluer, dog er det i denne orden bagvingerne der er modificeret i stedet, og det menes at hapterer er udviklet uafhængigt af hinanden i de to ordener. Hos viftevinger er bagvingerne generelt vifteformede og stort set ribbeløse. Antennerne er ligeledes vifteformede (flabellate), og er dækket af specialiserede kemoreceptorer, der sandsynligvis kan registrere duftmolekyler fra hunner over lange afstande.
Voksne hanner hos viftevinger har øjne, der er ulig dem hos noget anden insekt, og som ligner de såkaldt skizokroale (oldgræsk: σχίζω (skhízō, “at dele”) + χρώς (khrṓs, “overflade”)) øjne, der også fandtes hos den uddøde trilobit-gruppe kendt som Phacopina. Hos de fleste insekter er øjet et sammensat øje bestående af hundreder til tusindvis af såkaldte "ommatidia", der hver producerer en pixel i det samlede billede, og samlet er dækket af en enkelt hornhinde ("cornea"). Hos viftevinger er der i det sammensatte øje kun et par dusin enkeltøjne, som hver for sig er udstyret med en hornhinde og hver for sig producerer et komplet billede. Hvert af disse øjne er omgivet af en senehinde ("skleral"), der adskiller det fra andre øjne, hvilket giver klyngeøjet som helhed et brombærlignende udseende.

#### Hunner
Hunnerne hos langt de fleste viftevinger forlader aldrig deres værter og ligner i deres form larven (også kaldet ”neoteni”), således mangler de vinger, ben og øjne. Dog har de et veludviklet ydre hudskelet - rigt på sklerotin - på hovedet og brystet (thorax). Disse to kropsdele er sammensmeltet til et såkaldt "cephalothorax" På en voksen vært (fx en bi) kan man observere at den forreste del af hunnens krop (cephalothorax) stikker ud mellem to af biens segmenter.
Selvom de er vingeløse kan voksne hunner fra den basale familie Mengenillidae og måske også Bahiaxenidae leve frit og er lidt mobile med ben og små øjne.

#### Larver
Larverne klækkes inde i hunnen og kan bevæge sig frit rundt i dens cirkulationssystem; denne adfærd er unik for viftevinger. Hver hun producerer mange tusinde planidium larver. Afkommet ernære sig af deres mor indefra i en proces kendt som hæmocoel vivipari.
Nyudklækkede larver er i gennemsnit 230 μm i længden, mindre end mange encellede organismer. De er såkaldte meget mobile med simple øjne ("stemmata"), som sandsynligvis er i stand til at skelne farve. Undersiden af kroppen er dækket af små hårlignende strukturer ("microtrichia"), som tillader larverne at klæbe sig til våde overflader. Bagerst på kroppen er veludviklede store børstehårslignende halenokker ("cerci"), som er fæstede til muskler, og som tillader larverne at udføre store spring. De kommer ud i det fri via hunnens cephalothorax, der stikker ud fra værten. Når værten lander på fx en blomst kan de springe af og vente på en ny vært. Foden ("tarsus") har strukturer, der gør det muligt for larven at klamre sig til den næste vært.
Når larven først er inde i værten, forvandles den til en mindre mobil, benløs larveform. Senere larvestadier, som udvikler sig inde i værten, er fuldstændigt ubevægelige.
De inducerer værten til at producere en poselignende struktur, indeni hvilken de ernærer sig og vokser. Denne struktur, lavet af værtsvæv, beskytter dem mod værtens immunforsvar. Larven gennemgår yderligere fire stadier, men den gamle hud, som den skiller sig af med i hvert hudskifte kasseres ikke, så med tiden dannes der flere lag gammel hud omkring larverne.
Hanlarver forpupper sig efter det sidste hudskifte, men hunnerne bliver direkte larvelignende (neotenøse) voksne. Voksne hanner kommer frem fra værtskroppene, mens hunnerne bliver inde. Hunnerne kan optage op til 90 % af værtens bagkrop (abdomen). Voksne hanner er meget kortlivede, overlever normalt mindre end fem timer og spiser ikke.
|                                                                     |
| Fritlevende hun af viftevingen Mengenilla moldrzyki (Mengenillidae) |

| |
| Hovedet på en puppe hos en han (øverst til venstre) og en voksen hun hos Xenos yangi (Xenidae) (til højre) nærbillede af cephalothorax (midten og nederst til venstre) |

|                                                        |
| Nyligt klækket viftevingelarve på bien Andrena nivalis |

|                                                  |
| Nærbillede af hovedet på hannen hos Xenos peckii |

| |
| En hun af viftevingen Stylops melittae (Stylopidae) der parasiterer på bien Andrena vaga. Man ser viftevingens cephalothorax, der stikker frem mellem to segmenter på biens bagkrop |

|                                                                                               |
| Voksen han af viftevinge set fra ryggen, svingkøllerne (haltererne) er markeret med røde pile |

### Parring
Hos familien Stylopidia rager hunnens forreste del ud mellem to af segmenterne i værtens underliv. Den jomfruelige hun frigiver et feromon, som hannerne bruger til at lokalisere dem. Den tillokkede han parrer sig med hunnen ved først at sprænge hendes hudskelet; hos familien Stylopidia åbnes herved en smal dyb sprække i cephalothorax nær fødselskanalen. Spermen passerer derefter gennem åbningen direkte ind i kroppen i en proces kaldet ”traumatisk insemination”, som selvstændigt har udviklet sig hos nogle andre insekter som fx væggelus. Hos nogle arter ser man tilfælde af polyandri, hunnen parrer sig med mere end én han.

## Viftevinger i Danmark
- Familie: Elenchidae
  - Elenchus tenuicornis[17]
- Familie: Halictophagidae
  - Halictophagus curtisi (kun fundet én gang i Danmark efter 2013)[18]
- Familie: Stylopidae
  - Halictoxenos arnoldi (ikke rapporteret fra Danmark siden 2013)
  - Halictoxenos spencei (ikke rapporteret fra Danmark siden 2013)
  - Halictoxenos tumulorum (kun fundet to gange i Danmark efter 2013)[19]
  - Stylops melittae (den mest almindelige viftevinge i Danmark, og den eneste art der snylter på jordbier)[20]